# I'm Not a Robot
I'm Not a Robot er en sydkoreansk tv-drama/serie på 32 episoder. Hovedrollerne spilles af henholdsvis Yoo Seung-ho (Kim Min-kyu), Chae Soo-bin (Cho Ji-ah/Aji 3) og Um Ki-joon (Hong Baek-kyun).